# Schoeller Allibert
Die Schoeller Packaging B.V. ist ein niederländischer Kunststoffverpackungshersteller mit Sitz in Hoofddorp. Produktionsstandorte existieren weltweit mit dem Schwerpunkt in Europa. 
Im Bereich des Material-Handlings sieht sich das Tochterunternehmen Schoeller Allibert als Weltmarktführer. 
Das Sortiment besteht aus speziell für Kunden aus der Automobil-, Getränke- und Lebensmittelbranche sowie für den Handel, die Industrie und die Dienstleistungsbranche entwickelten Verpackungen.
Mit seinen Standardsortimenten, darunter u. a. faltbare Großladungs- und Kleinladungsträger, stapelbare und nestbare Kunststoffbehälter und Getränkekästen, Transportwagen und Paletten sowie UN-zertifizierte Eimer, beliefert das Unternehmen Kunden aus sämtlichen Branchen.
Der Sitz der deutschen Schoeller Allibert GmbH befindet sich in Schwerin. Niederlassungen bestehen in Monheim und Pullach.
Produziert werden in der Hauptsparte Getränkekästen, Eimer, Paletten, Boxen, Transportwagen.